# Hal Roach
Hal Roach, all'anagrafe Harry Eugene Roach Sr. (Elmira, 14 gennaio 1892 – Los Angeles, 2 novembre 1992), è stato un regista e produttore cinematografico statunitense.
È ricordato per il carattere fiero e risoluto e per l'ottimo fiuto con il quale scoprì giovani stelle del cinema, e soprattutto per essere stato il "papà" di Stanlio e Ollio.

## Biografia
Figlio di Charles Roach (1860-1936) e Mabel Gertrude Bally (1866-1962).

### Il produttore delle Comiche

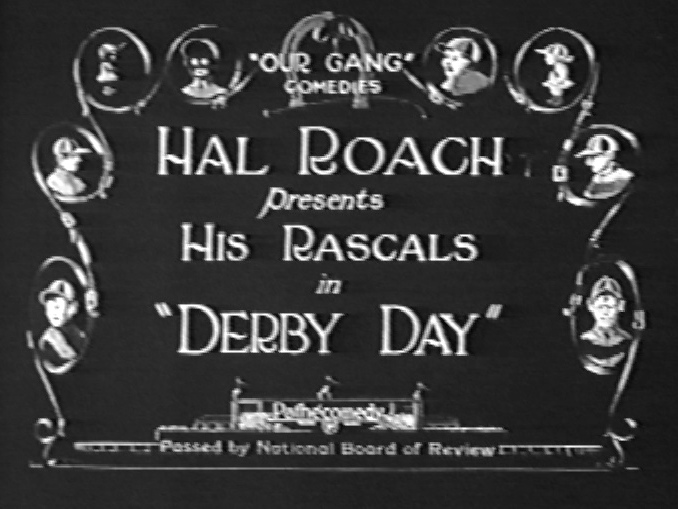
Our Gang Comedies: Hal Roach presenta i suoi "mascalzoni" in una grafica ai tempi del muto (circa 1923)

Prima di seguire la carriera cinematografica, il suo carattere intraprendente e avventuroso lo portò a esercitare numerosissimi mestieri e anche a partecipare a una spedizione in cerca dell'oro in Alaska.

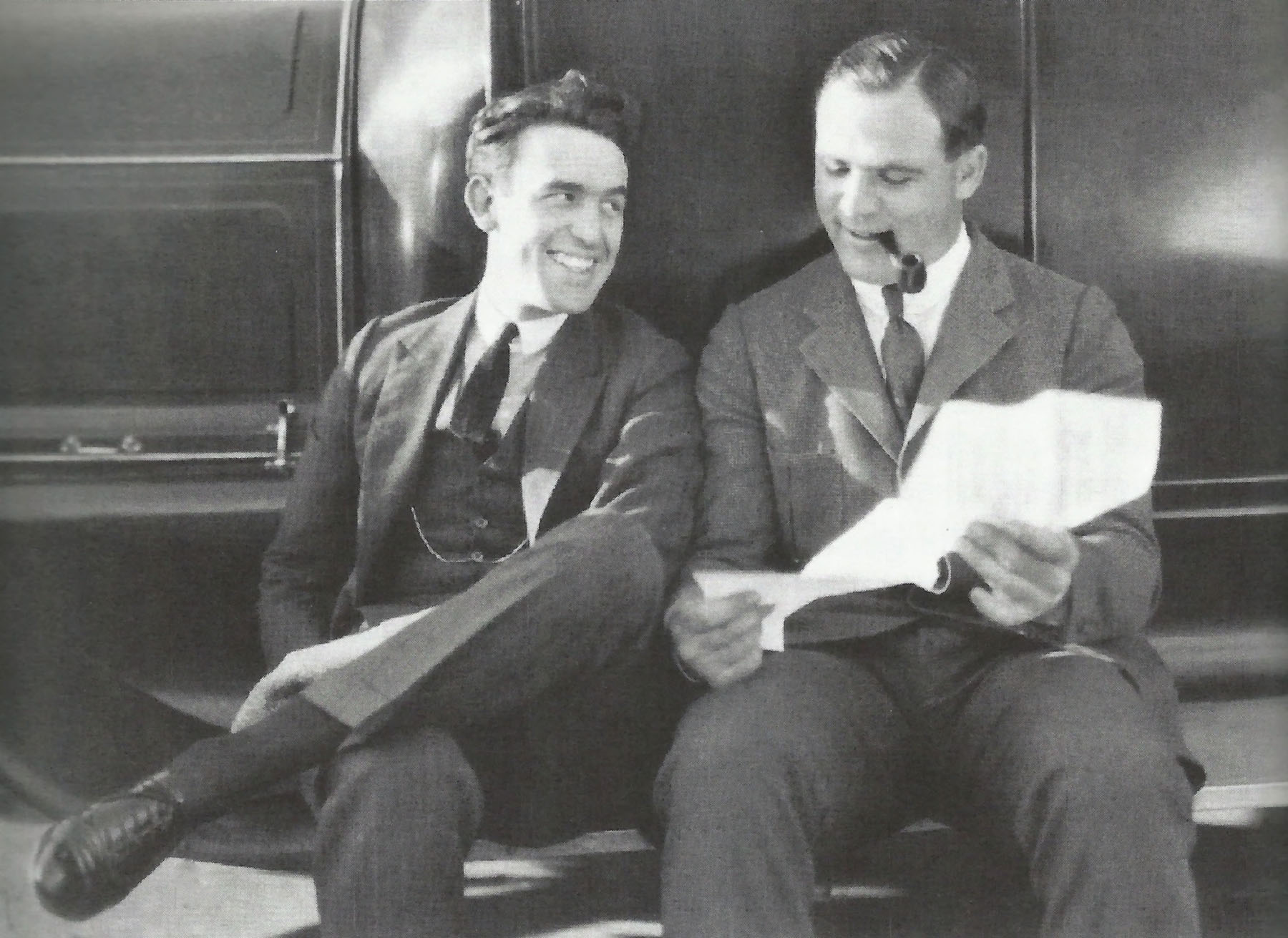
Harold Lloyd con Hal Roach

Dopo aver lavorato come comparsa cinematografica nel 1912, Roach decise di sfruttare una clamorosa eredità di 3.000 dollari per fondare una propria casa cinematografica, la Rolin, assieme a Dan Linthicum e a un'altra comparsa della Universal, Harold Lloyd. Nel 1914, con Lloyd creò il personaggio di "Lonesome Luke", che malgrado ricordasse un po' troppo il vagabondo di Charlie Chaplin, ebbe un buon successo. Dopo centinaia di cortometraggi, Lloyd cambiò personaggio e nel 1917 iniziò la sua fortunatissima serie di comiche con protagonista il giovanotto ottimista, abile nelle acrobazie e nel combinare guai.

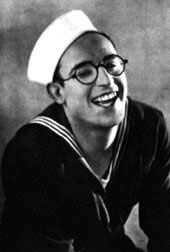
Harold Lloyd è stato uno dei primi grandi comici ad essere stati scoperti da Roach nel 1914

 Il nome di Hal Roach cominciò ad acquistare importanza e, nel 1920, la "Rolin" assunse il nome di "Hal Roach Studios", spostandosi da Los Angeles nella cittadina di Culver City.

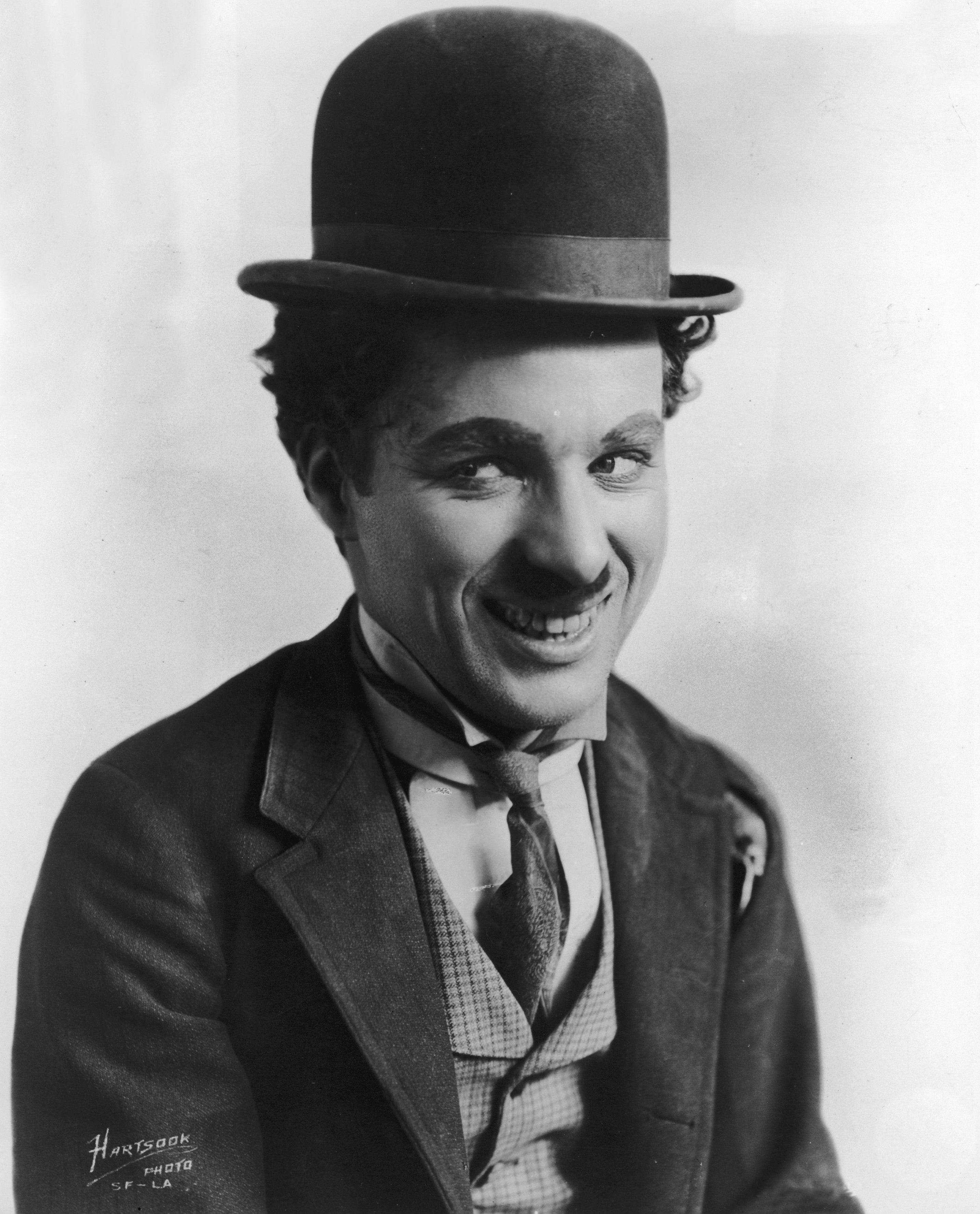
Basandosi sul vagabondo di Charlie Chaplin Roach ha inventato il personaggio di Lonesome Luke, interpretato da Harold Lloyd.

Tra gli anni venti e trenta, Roach ebbe un periodo assolutamente proficuo, con molte serie comiche create e non pochi suoi personaggi diventati famosi in tutto il mondo. Lanciò Lloyd (il suo prodotto di maggiore guadagno fino al 1923, quando il comico si staccò verso l'indipendenza professionale da Roach), Will Rogers, Max Davidson, la serie Simpatiche canaglie (Our Gang), Charley Chase, Harry Langdon, Thelma Todd, ZaSu Pitts, Patsy Kelly e, i più famosi di tutti, Laurel & Hardy.

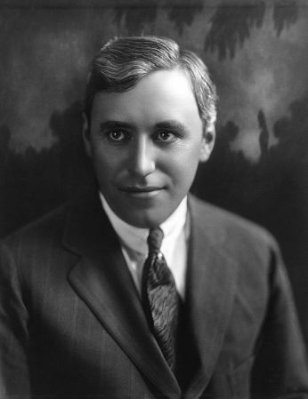
Mack Sennett in una foto del 1910, il produttore fu un degno rivale di Roach il quale lo privò di un noto sceneggiatore

Roach riuscì anche a strappare a Mack Sennett, suo eterno rivale nel campo delle comiche, il suo più geniale degli autori, Richard Jones. Jones ebbe un ruolo fondamentale, assieme a Leo McCarey, Vice Presidente degli Studi di Roach, nella fondazione della coppia Stanlio e Ollio, nel 1927.
Roach distribuì i suoi film con la Pathé fino al 1927, anno in cui firmò uno storico contratto con la Metro-Goldwyn-Mayer. Cambiò distributori nel 1938, firmando con la United Artists. Passò dal muto al sonoro nel 1928, iniziando la distribuzione dei primi "parlati" nel 1929. Nei giorni prima dell'invenzione del doppiaggio, la Roach produsse versioni sonore in lingua spagnola, francese, tedesca e italiana dei suoi film, facendo rigirare intere scene parlate nella lingua interessata ed utilizzando attori secondari di madre lingua. Nonostante l'effetto che ne veniva fuori fosse molto comico, Laurel & Hardy, Charley Chase, e la Our Gang girarono versioni straniere dei loro film per quasi due anni.

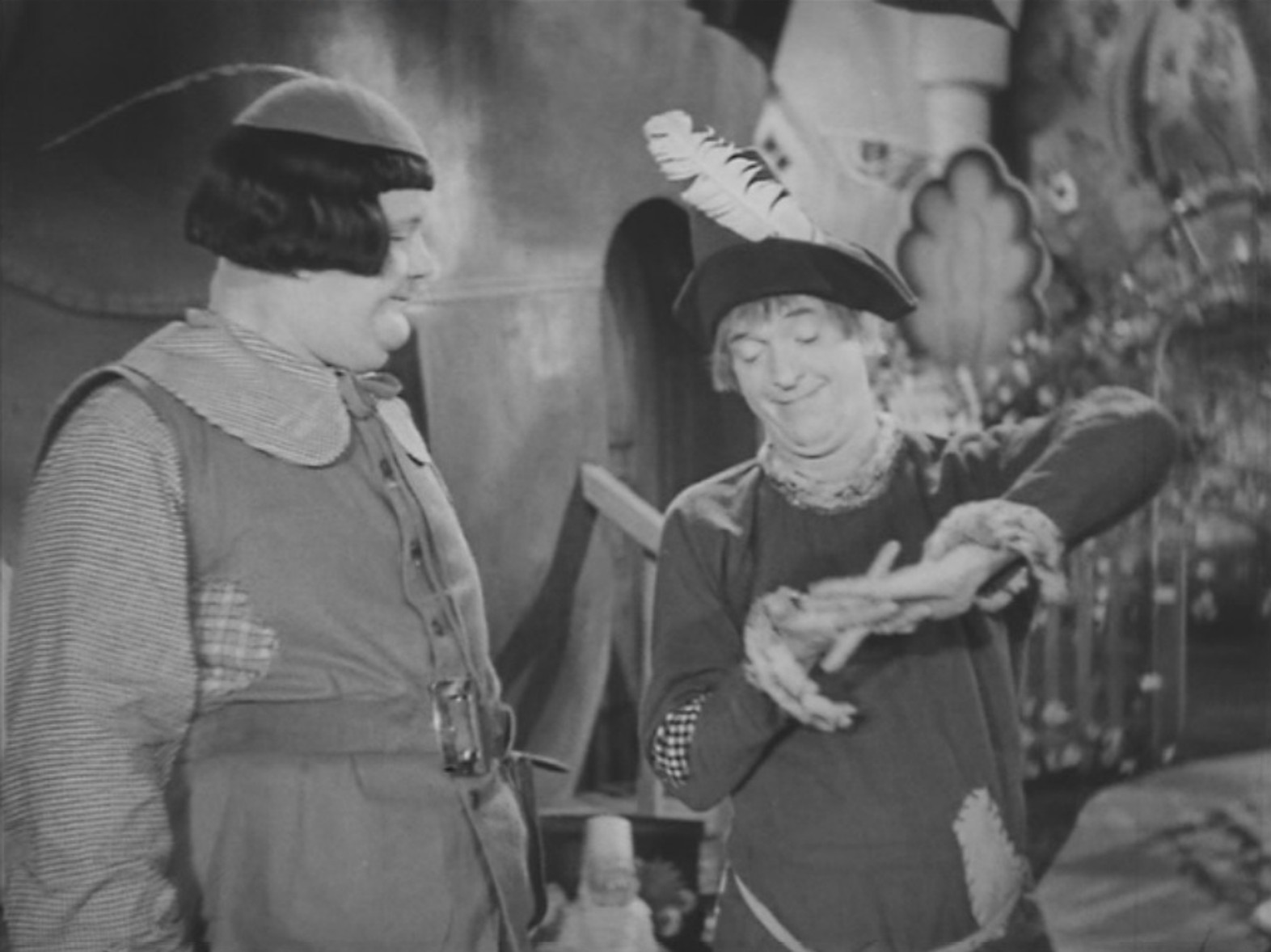
Laurel & Hardy hanno dato vita ai personaggi di "Stanlio e Ollio" dal 1927 con Roach

Nel 1931, con l'uscita del film di Laurel e Hardy Muraglie, la Roach cominciò la produzione di lungometraggi alternandola con quella dei cortometraggi. I profitti delle comiche cominciarono a scendere, e nel 1935-36 Roach chiuse tutte le sue serie di comiche dedicandosi ai "grandi film"; la serie delle Simpatiche canaglie continuò fino al 1938, quando Roach vendette i contratti degli attori bambini e la serie stessa alla MGM.
Dal 1937 al 1940 Roach si concentrò su film non comici ma di genere avventuroso e brillante, abbandonando quasi completamente il genere comico; La via dell'impossibile (1937) e La casa delle fanciulle (1939) rientrano nel genere della commedia sofisticata, mentre film come Capitan Furia (1939) e Sul sentiero dei mostri (1940), in quello dell'azione pura. Le ambizioni di Roach cambiarono totalmente quando il film drammatico Uomini e topi (1939) ebbe un successo clamoroso in tutto il mondo.
La coppia Laurel & Hardy rimase nella scuderia di Roach fino al 1940, quando i rapporti con Stan Laurel erano ormai rovinati dalle diverse controversie contrattuali degli anni passati, e l'ambizione di essere indipendenti aveva spinto i due comici a lasciare Roach e a cercare altre strade.

### La seconda guerra mondiale e la tv
Durante gli anni della seconda guerra mondiale, gli studi di Hal Roach subirono cambiamenti. Chiamato alle armi all'età di 50 anni, nel giugno 1942, Roach convertì gli Studi cinematografici in un vero campo militare dove, tra l'altro, si realizzarono film di guerra propagandistici. Gli Studios furono ribattezzati "Fort Roach", e furono affittati e gestiti dalla United States Army Air Forces (USAAF), per la quale furono realizzati 400 film. I membri della "truppa" includevano nomi come Ronald Reagan, Alan Ladd e altri.
Nel 1947, Roach riprese la produzione per l'intrattenimento. Roach è stato il primo produttore a Hollywood a realizzare unicamente film a colori, ma dopo quattro mediometraggi in Cinecolor, la produzione finì in rosso perché l'idea si rivelò troppo dispendiosa per i tempi. Nel 1948, oberato dai debiti, Roach riorganizzò la sua produzione iniziando una nuova carriera in televisione. Tra i programmi prodotti, il The Abbott and Costello Show, con protagonista la coppia di comici nota in Italia come Gianni e Pinotto. Nel 1951, lo studio aveva già prodotto ben 1.500 ore di programmi televisivi.
Roach, rendendosi anche conto del valore dei film girati venti anni prima, decise di vendere la licenza delle sue comiche più famose, tra cui l'intera opera di Stanlio e Ollio, ai quali regalò una nuova popolarità, anche se né Laurel & Hardy, né nessun altro attore interessato all'operazione, ricevette un soldo per queste messe in onda.

### Gli ultimi anni
Nel 1955 Roach cedette la società di produzione al figlio Hal Roach Jr., ritirandosi a vita privata. Tuttavia, il giovane Roach non aveva l'abilità imprenditoriale del padre e, alla fine del decennio, perse lo studio che finì in pasto ai creditori. Gli storici Hal Roach Studios vennero demoliti nel 1963.
Per i successivi venti anni, Roach Senior si dedicò saltuariamente all'attività di supervisore, soprattutto sui lavori del passato. All'età di 92 anni, nel 1984, Hollywood lo ripagò del suo tributo al cinema con un premio Oscar alla carriera. Fu la terza statuetta conquistata da Roach: la prima la ottenne grazie a Stanlio e Ollio, nel 1932 con La scala musicale, e la seconda, con le Simpatiche canaglie, nel 1936.
Hal Roach morì di polmonite nella sua casa di Bel Air all'età di 100 anni. È sepolto nel Woodlawn Cemetery ad Elmira (New York), dov'era nato e cresciuto.

## Vita privata
Si sposò due volte. Dalla prima moglie, l'attrice Marguerite Nichols, ebbe due figli: Hal Roach Jr. (1918-1972) e Margaret Roach (1921-1964).
Dalla seconda moglie, Lucille Prin, ebbe quattro figlie: Jeanne Alice Roach (1947), Kathleen Bridget Roach (1949), Elizabeth Carson Roach (1951) e Maria May Roach (1945-1946).
Numerosi furono i nipoti che ebbe Roach, fra cui Addison Randall (1949), figlio di Margaret e di professione sceneggiatore.

## Curiosità
Nella serie animata I Simpson, la casa di riposo dove si trova Jacqueline Bouvier (la madre di Marge Simpson) si chiama "Hal Roach apartments".

## Filmografia

### Regista
- Ask Father - non accreditato (1919)
- Just Dropped In – cortometraggio (1919)
- Capitan Furia (Captain Fury) (1939)
- Sul sentiero dei mostri (One Billion B.C.) (1940)
- L'errore del dio Chang (Turnabout) (1940)

### Produttore
- Bashful, regia di Alfred J. Goulding – cortometraggio (1917)
- Ask Father, regia di, non accreditato, Hal Roach (1919)
- I'm on My Way – cortometraggio (1919)
- Just Dropped In, regia di Hal Roach – cortometraggio (1919)
- Simpatiche canaglie - serie di cortometraggi (1922-1938)
- Stolen Goods, regia di Leo McCarey – cortometraggio (1924)
- The Nickel-Hopper, regia di F. Richard Jones e Hal Yates (1926)
- Raggedy Rose, regia di Richard Wallace (1926)
- Bored of Education, regia di Gordon Douglas (1936)
- C'era una volta un piccolo naviglio (Saps at Sea), regia di Gordon Douglas (1940)

### Regista e produttore
- Willie Runs the Park – cortometraggio (1915)